# Rocznik Sądecki
Rocznik Sądecki – wydawnictwo regionalne w Nowym Sączu ukazujące się od 1939 roku. Łącznie do 2016 r. wydano 44 tomy, w których zamieszczono tysiące artykułów, rozpraw naukowych, materiałów źródłowych, recenzji, fotografii i kronikarskich zestawień, w większości o charakterze nowatorskim i pionierskim.
Kolejne tomy „Rocznika Sądeckiego” ukazywały się w następujących latach: I – 1939, II – 1949, III – 1957, IV – 1960, V – 1962, VI – 1965, VII – 1966, VIII – 1967, IX – 1968, X-XI – 1969-1970, XII – 1971, XIII – 1972, XIV – 1973, XV-XVI – 1974-1977, XVII – 1982, XVIII – 1987, XIX – 1990, XX – 1992, XXI – 1993, XXII – 1994, XXIII – 1995, XXIV – 1996, XXV – 1997, XXVI – 1998, XXVII – 1999, XXVIII – 2000, XXIX – 2001, XXX – 2002, XXXI – 2003, XXXII – 2004, XXXIII – 2005, XXXIV – 2006, XXXV – 2007, XXXVI – 2008, XXXVII – 2009, XXXVIII – 2010, XXXIX – 2011, XL – 2012, XLI – 2013, XLII – 2014, XLIII – 2015, XLIV – 2016.
Założycielem i pomysłodawcą nazwy „Rocznika Sądeckiego” był dr Tadeusz Mączyński (1898-1955), nauczyciel gimnazjalny w Nowym Sączu. Motto wydawnictwa ułożył Eugeniusz Pawłowski: Wielkiej, mocarstwowej Polsce ku chwale, dla upamiętnienia powrotu do Macierzy Śląska Zaolziańskiego, części Czadeckiego, Orawy i sąsiedniej Ziemi Spiskiej, nauce polskiej na pożytek, Ziemi Sądeckiej na sławę i rozszerzanie jej bogatej kultury ten Rocznik poświęca Redakcja.
W składzie pierwszego komitetu redakcyjnego, który ukonstytuował się 9 września 1938 r. zasiadali: dr Tadeusz Mączyński (red. nacz.), ks. prałat Jędrzej Cierniak, Kazimierz Golachowski, Jan Krupa, Laura Markowska, Eugeniusz Pawłowski, Tadeusz Słowikowski, Walenty Cyło, Jan Markiewicz, Zofia Oleksówna, Romuald Reguła, Józef Stanuch, Józef Wojtyga. 
Składy główne: Miejska Biblioteka Publiczna im. J. Szujskiego, drukarnia katolicka Alojzego Mółki (1876-1964) w Rynku 6, okładkę projektował artysta malarz Romuald Reguła, kolportaż – księgarnie Pisza i TSL. Pierwszy numer wydano w czerwcu 1939 r.
Pierwszy po wojnie – Rocznik nr II – ukazał się w 1949 r. Roczniki nr III i IV przygotował Kazimierz Golachowski podejmując się kontynuacji wydawnictwa w 1957 r. Edycją następnych tomów zajmowali się znani sądeccy badacze i regionaliści: Marian Nowak, Edward Smajdor, Henryk Stamirski, Ryszard Wolny, Kazimierz Zając i inni. Od 1992 r. zespołem redakcyjnym, złożonym w większości przez naukowców z Krakowa, kierował zmarły w 2022 r. prof. Feliks Kiryk. Sekretarzem redakcji w latach 1992-2006 był Mieczysław Smoleń, a od 2007 r. – Leszek Migrała.
Obecnym wydawcą „Rocznik Sądeckiego” jest prezydent miasta Nowego Sącza i miejscowy oddział Polskiego Towarzystwa Historycznego.
Komitet Redakcyjny w 2007 r.: prof. Feliks Kiryk (przewodniczący), prof. Tadeusz Aleksander, Tadeusz Duda, prof. Julian Dybiec, prof. Bolesław Faron, dr Józef Hampel, Wacław Kawiorski, dr Maria Kruczek, prof. Jan Lach, prof. Franciszek Leśniak, Jerzy Leśniak, Leszek Migrała (sekretarz), Antoni Szczepanek, prof. Michał Śliwa, dr Sławomir J. Tabkowski, ks. Władysław Tarasek i Michał Zacłona.

## Odsyłacze zewnętrzne
- Wybrane wydania Rocznika Sądeckiego na stronach Sądeckiej Biblioteki Cyfrowej